# Чаткалски хребет
Чаткалският хребет (на узбекски: Chatqol tizmasi, Шаткол тизмаси; на руски: Чаткальский хребет) е планински хребет в западна част на Тяншан,разположен на територията на Киргизстан (Джалалабадска област) и Узбекистан (Ташкентска и Наманганска област). Простира се от североизток на югозапад на протежение около 200 km, като загражда от северозапад Ферганската котловина На североизток се свързва с хребета Таласки Алатау, а на югоизток – с Кураминския хребет. Северозападно и успоредно на него е разположен Пскемския хребет. Максимална височина 4503 m, (41°57′27″ с. ш. 71°45′08″ и. д. / 41.9575° с. ш. 71.752222° и. д.), разположена в североизточната му част, в Джалалабадска област. Изграден е основно от варовици, шисти и гранити. На северозапад текат къси и бурни леви притоци (Чанач, Терс, Тереклисай и др.) на река Чаткал (лява съставяща на Чирчик, десен приток на Сърдаря), а на югоизток – по-дълги и по-спокойни десни притоци (Карасуу, Чартаксай, Наманганскай, Касансай, Сумсар, Чадак, Ахангаран и др.) на реките Нарин и Сърдаря. Северозападните му склонове, обърнати към долината на река Чаткал са къси и стръмни, а югоизточните са полегати заети от малки горички от гръцки орех, тяншански смърч, ела и арча. Високите му части са покрити с пасища.

## Топографска карта
- К-42-Г М 1:500000[2]